# ジロ・デ・イタリア 2010 第1-第11ステージ結果

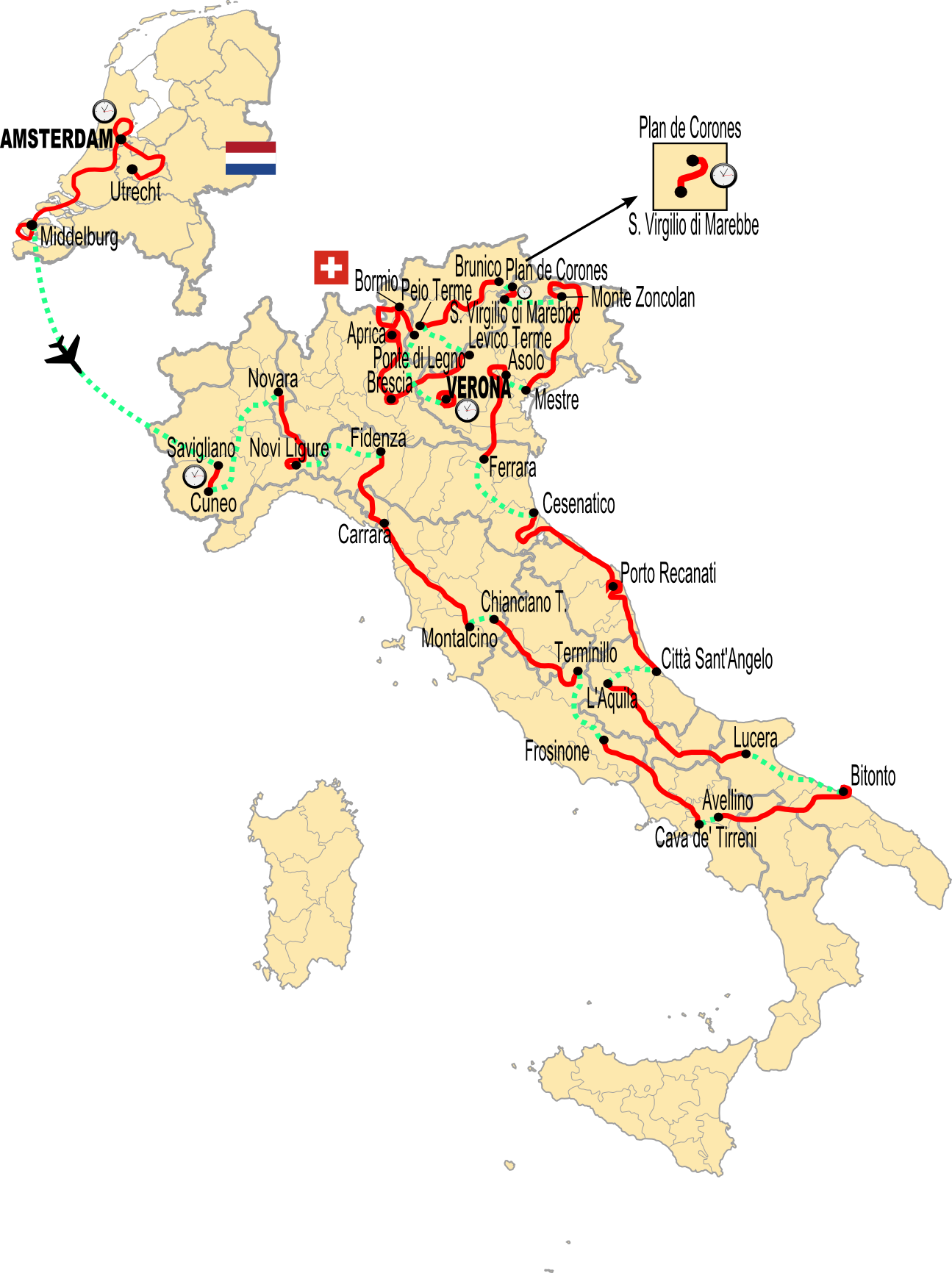
ジロ・デ・イタリア 2010コース図

- ジロ・デ・イタリア 2010 第1-第11ステージ結果 > ジロ・デ・イタリア 2010 第12-第21ステージ結果

2010年開催の、ジロ・デ・イタリアの第1ステージから第11ステージまでの結果を述べる。 

## 第1ステージ
- 5月8日（土）
- アムステルダム （国立美術館 - 五輪スタジアム前）　8.4km（個人タイムトライアル）[1]
- ブエルタ・ア・エスパーニャから8ヶ月ぶりとなるグランツール初戦、ジロが開幕。09ブエルタに引き続きオランダスタートとなった今年のジロは、たった400mのためにプロローグではなく第1ステージとされ[2]、また初日がチームタイムトライアルとならなかったのは2006年以来となった。現代最強TTスペシャリスト、ファビアン・カンチェラーラ（チーム・サクソバンク）がジロを回避しツアー・オブ・カルフォルニアへ出場したため、何度も苦汁を舐めさせられたTTスペシャリスト軍団にとっては今まで以上の気合いが入る。コースはフラットだが断続的に降る雨、それによって滑りやすくなる大量の白線、狭い道幅、低い気温とかなり危険なコースとなり、序盤落車する選手もちらほらと見られたものの、終盤は曇りで落ち着き有力勢には混乱は起こらなかった。まず10分25秒の好タイムをたたき出したのは世界選手権エリートTT2位の実績を持つグスタフ・ラーション（チーム・サクソバンク）。このタイムにイタリアTTチャンピオンのマルコ・ピノッティ（チーム・HTC - コロンビア）もこのタイムは更新できずにいたが、BMC・レーシングチーム所属のダークホース、アメリカU-23TTチャンピオンの実績は持っていたがヨーロッパでは無名だったブレント・ブックウォルターが5秒更新し10分20秒をマーク。これにはTTでは実力を見せるマルツィオ・ブルセギン（ケス・デパーニュ）、デヴィッド・ミラー（ガーミン・トランジションズ）も後塵を拝すが、本日の優勝候補の一人、白いイギリスTTチャンピオンジャージで身を包んだブラッドリー・ウィギンス（チームスカイ）が10分18秒と2秒縮めてくる。この後カデル・エヴァンス（BMC・レーシングチーム）、アレクサンドル・ヴィノクロフ（アスタナ）らも退けたウィギンスが優勝。自身初のマリア・ローザ着用に加え、史上初のマリア・ロッソ・パッショーネを着用することとなった。総合勢は2秒遅れにエヴァンス、5秒遅れにヴィノクロフとTT系オールラウンダーは肉薄するが、イヴァン・バッソ（リクイガス・ドイモ）が+23秒、カルロス・サストレ（サーヴェロ・テストチーム）が+25秒と少々苦しいスタートとなった。マリア・ビアンカは+5秒の10分23秒をマークしたリッチー・ポート（チーム・サクソバンク）が獲得。唯一の日本人となった新城幸也（Bbox ブイグテレコム）はブレント・ブックウォルターの好タイムにカメラが向いてしまい、一度も国際映像に映らないという（日本人的には）ハプニングがあったが、+45秒の108位で無事完走している。

総合&区間成績
| 順位 | 選手名                       | 国籍             | チーム                     | 時間     |
| ---- | ---------------------------- | ---------------- | -------------------------- | -------- |
| 1    | ブラッドリー・ウィギンス     | イギリス         | チームスカイ               | 10分18秒 |
| 2    | ブレント・ブックウォルター   | アメリカ合衆国   | BMC・レーシングチーム      | +02秒    |
| 3    | カデル・エヴァンス           | オーストラリア   | BMC・レーシングチーム      | +02秒    |
| 4    | アレクサンドル・ヴィノクロフ | カザフスタン     | アスタナ                   | +05秒    |
| 5    | グレッグ・ヘンダーソン       | ニュージーランド | チームスカイ               | +05秒    |
| 6    | リッチー・ポート             | オーストラリア   | チーム・サクソバンク       | +05秒    |
| 7    | デヴィッド・ミラー           | イギリス         | ガーミン・トランジションズ | +06秒    |
| 8    | グスタフ・ラーション         | スウェーデン     | チーム・サクソバンク       | +07秒    |
| 9    | ヨス・ファンエムデン         | オランダ         | ラボバンク                 | +09秒    |
| 10   | マルコ・ピノッティ           | イタリア         | チーム・HTC - コロンビア   | +09秒    |
| 108  | 新城幸也                     | 日本             | Bbox ブイグテレコム        | +45秒    |

ポイント賞
| 順位 | 選手名                     | 国籍           | チーム                | ポイント |
| ---- | -------------------------- | -------------- | --------------------- | -------- |
| 1    | ブラッドリー・ウィギンス   | イギリス       | チームスカイ          | 25       |
| 2    | ブレント・ブックウォルター | アメリカ合衆国 | BMC・レーシングチーム | 20       |
| 3    | カデル・エヴァンス         | オーストラリア | BMC・レーシングチーム | 16       |

新人賞
| 順位 | 選手名                 | 国籍           | チーム               | 時間     |
| ---- | ---------------------- | -------------- | -------------------- | -------- |
| 1    | リッチー・ポート       | オーストラリア | チーム・サクソバンク | 10分23秒 |
| 2    | ヨス・ファンエムデン   | オランダ       | ラボバンク           | +04秒    |
| 3    | トム・スタムスナイダー | オランダ       | ラボバンク           | +06秒    |

## 第2ステージ
- 5月9日（日）
- アムステルダム  － ユトレヒト　210.0km [4]
- 今年最初の通常ステージは、ほぼフラットでどう考えても集団スプリントが予想されるステージ。先日もフラットで山岳賞ジャージが誰の手にも渡っていないため、途中2つの丘（標高はそれぞれ49m、70m）に3級山岳ポイントが設定された。今日飛び出せば山岳ポイントの無い明日、休息日の明後日、そしてTTTの明明後日、そして明明明後日のゴールまでの最低4日間マリア・ヴェルデが保証されるというチャンスを狙い、マウロ・ファッチ（クイックステップ）、パウル・フォス（チームミルラム）、ステファノ・ピラッツィ（コルナゴ・CSFイノックス）、 リック・フレンス（ラボバンク）の4名が大会初のエスケープを決め、最大6分の差を付ける。再び活動を始めたアイスランド火山の影響でヘリコプターが飛ばず、序盤国際映像は乱れに乱れるというハプニングも起こったものの、終盤にはなんとか復帰する。2つの山岳ポイントは一つ目をピラッツィ・フレンス・フォス。二つ目をフォス・フレンス・ピラッツィの順で通過となり、4人が4点で並ぶという珍事態が発生。メイン集団は残り60km過ぎから狭いコースと突如訪れる中央分離帯、減速帯により落車祭という表現がふさわしいほどの落車が多発。最初の数回は単独もしくは集団後方での落車となったが、残り45km地点で激しい集団落車が発生。これにマリア・ローザのブラッドリー・ウィギンス（チームスカイ）が巻き込まれたためメイン集団はペースが落ち、逃げ切りの可能性も発生するが、ファッチが脱落した逃げ集団も統制が取れずにバラバラに。結果23kmで吸収されてしまいさらにペースが上がるがまたもや大落車。これにもブラッドリー・ウィギンスが巻き込まれるが、逃げ集団吸収後だったのと初日遅れたイヴァン・バッソのためにタイムを稼ぎたいリクイガス・ドイモ、チームスカイのエドヴァルド・ボアソン・ハーゲンを恐れるランプレ - ファルネーゼ・ヴィーニ、ガーミン・トランジションズの戦略なども含め、集団前方は待たずに先行してしまったために集団は3つ以上に分かれてしまう。このような状況のためほとんどのチームでトレインが上手く形成されずにゴールスプリントへ。クリストファー・サットン（チームスカイ）が捨て身のロングスプリントを見せるが、唯一機能していたガーミントレインがきちんと機能し追いつく。最後は発車されたタイラー・ファーラーが危なげなく勝利。グランツールでは09ブエルタ第11ステージぶりの2勝目をあげた。期待されていたアンドレ・グライペル（チーム・HTC - コロンビア）はゴール前のカーブでリードアウト役のマシュー・ゴスと分断されてしまい、下位に沈んだ。分断された集団は3秒遅れで1つ、そこから37秒遅れでマリア・ローザのウィギンスらの集団がゴール。第2集団に前日+2秒で2位につけていたカデル・エヴァンス（BMC・レーシングチーム）が入り、ボーナスタイムで-20秒を得たファーラーを1秒差でしのぎ、8年ぶりのマリア・ローザをマイヨ・アルカンシエルの上から着込むという豪華なローザとなった。マリア・ロッソ・パッショーネは今日1位のファーラーと先日1位のウィギンスが同ポイントで並んだものの、今ステージでの順位順（ファーラー：1位、ウィギンス：79位）という規定の下ファーラーの元に渡り、ウィギンスは不幸な落車により両方とも失う事となってしまった。4ポイントで3人が並んだマリア・ヴェルデは山岳1位個数でピラッツィとフォスが並び、最後は総合順位順でフォスが着用となった。3つのジャージが移動したが、マリア・ビアンカのみリッチー・ポート（チーム・サクソバンク）がキープに成功する。新城幸也（Bbox ブイグテレコム）は一度落車に引っかかるも、ウィギンスらの第2追走集団で無事にゴールした。なお、BMC・レーシングチームのマルティン・コーラーが落車に巻き込まれ負傷、今ジロリタイア第1号となってしまった。

区間成績
| 順位 | 選手名                   | 国籍             | チーム                            | 時間          |
| ---- | ------------------------ | ---------------- | --------------------------------- | ------------- |
| 1    | タイラー・ファーラー     | アメリカ合衆国   | ガーミン・トランジションズ        | 4時間56分46秒 |
| 2    | マシュー・ゴス           | オーストラリア   | チーム・HTC - コロンビア          | 同            |
| 3    | ファビオ・サバティーニ   | イタリア         | リクイガス・ドイモ                | 同            |
| 4    | アンドレ・グライペル     | ドイツ           | チーム・HTC - コロンビア          | 同            |
| 5    | アレッサンドロ・ペタッキ | イタリア         | ランプレ - ファルネーゼ・ヴィーニ | 同            |
| 6    | クリス・サットン         | イギリス         | チーム・スカイ                    | 同            |
| 7    | ロビー・マキュアン       | オーストラリア   | チーム・カチューシャ              | 同            |
| 8    | グレーム・ブラウン       | オーストラリア   | ラボバンク                        | 同            |
| 9    | ジュリアン・ディーン     | ニュージーランド | ガーミン・トランジションズ        | 同            |
| 10   | サカ・モドロ             | イタリア         | コルナゴ - CSX・イノックス        | 同            |
| 98   | 新城幸也                 | 日本             | Bbox ブイグテレコム               | +37秒         |

総合成績
| 順位 | 選手名                       | 国籍           | チーム                     | 時間          |
| ---- | ---------------------------- | -------------- | -------------------------- | ------------- |
| 1    | カデル・エヴァンス           | オーストラリア | BMC・レーシングチーム      | 5時間07分09秒 |
| 2    | タイラー・ファーラー         | アメリカ合衆国 | ガーミン・トランジションズ | +01秒         |
| 3    | アレクサンドル・ヴィノクロフ | カザフスタン   | アスタナ                   | +03秒         |
| 4    | リッチー・ポート             | オーストラリア | チーム・サクソバンク       | 同            |
| 5    | デヴィッド・ミラー           | イギリス       | ガーミン・トランジションズ | +04秒         |
| 6    | ヨス・ファンエムデン         | オランダ       | ラボバンク                 | +07秒         |
| 7    | ヴィンチェンツォ・ニバリ     | イタリア       | リクイガス・ドイモ         | +08秒         |
| 8    | トム・スタムスナイダー       | オランダ       | ラボバンク                 | +09秒         |
| 9    | マルセル・ジーベルク         | ドイツ         | チーム・HTC - コロンビア   | +10秒         |
| 10   | マシュー・ゴス               | オーストラリア | チーム・HTC - コロンビア   | +13秒         |
| 102  | 新城幸也                     | 日本           | Bbox ブイグテレコム        | +1分17秒      |

ポイント賞
| 順位 | 選手名                   | 国籍           | チーム                     | ポイント |
| ---- | ------------------------ | -------------- | -------------------------- | -------- |
| 1    | タイラー・ファーラー     | アメリカ合衆国 | ガーミン・トランジションズ | 25       |
| 2    | ブラッドリー・ウィギンス | イギリス       | チーム・スカイ             | 25       |
| 3    | マシュー・ゴス           | オーストラリア | チーム・サクソバンク       | 20       |

山岳賞
| 順位 | 選手名                 | 国籍     | チーム                     | 時間 |
| ---- | ---------------------- | -------- | -------------------------- | ---- |
| 1    | パウル・フォス         | ドイツ   | チーム・ミルラム           | 4    |
| 2    | ステファノ・ピラッツィ | イタリア | コルナゴ - CSX・イノックス | 4    |
| 3    | リック・フレンス       | オランダ | ラボバンク                 | 4    |

新人賞
| 順位 | 選手名                 | 国籍           | チーム               | 時間          |
| ---- | ---------------------- | -------------- | -------------------- | ------------- |
| 1    | リッチー・ポート       | オーストラリア | チーム・サクソバンク | 5時間07分12秒 |
| 2    | ヨス・ファンエムデン   | オランダ       | ラボバンク           | +04秒         |
| 3    | トム・スタムスナイダー | オランダ       | ラボバンク           | +06秒         |

## 第3ステージ
- 5月10日（月）
- アムステルダム  － ミデルブルフ 224.0km [6]
- 昨日のゴール地ユトレヒトから再びアムステルダムへと移動し行われた第3ステージ。カテゴリー山岳0個と完全な平坦ステージでまたもやスプリンターによるゴールスプリント勝負が予想される。3km地点でアタックを決めたオリヴィエ・カイセン（オメガファーマ・ロット）とジェローム・ピノー（クイックステップ）。これに続き後からトム・スタムスニデル（ラボバンク）が合流し逃げは3人、最大8分の差を付けるが134km地点で吸収。100kmを過ぎた辺りからメイン集団では初日、2日目と予想はされていたが吹かなかった強風が選手らを苦しめる。横風に乗じてペースを上げたチームスカイ、アスタナらのペースアップにより集団は中切れを起こし、一気に40人ほどと縮小。後方集団もランプレの引きによって何とか合流に成功するものの、今日のステージ優勝候補の一人、アレサンドロ・ペタッキ（ランプレ - ファルネーゼ・ヴィーニ）にパンクが発生。ペタッキとともに総合勢のジルベルト・シモーニ（ランプレ - ファルネーゼ・ヴィーニ）が巻き込まれ後方集団に後退、優勝戦線から早くも脱落させられてしまう。ミデルブルフの市街地に入った辺りからは昨日に引き続きの狭い道路が集団落車の嵐を呼ぶ。194km地点での落車にはクリスチャン・ヴァンデヴェルデ（ガーミン・トランジションズ）、マルツィオ・ブルセギン（ケス・デパーニュ）の2人のエースが巻き込まれる。ブルセギンはなんとか再スタートが切れたものの8分をロスして総合争いからは脱落、ヴァンデヴェルデは鎖骨を骨折してしまい総合勢のなかでは初のリタイヤとなってしまう。210kmでもまたもや落車、これに巻き込まれるのは先日に引き続きのブラッドリー・ウィギンス（チームスカイ）、総合勢ではダミアーノ・クネゴ（ランプレ - ファルネーゼ・ヴィーニ）、カルロス・サストレ（サーヴェロ・テストチーム）、マリア・ローザのカデル・エヴァンス（BMC・レーシングチーム）も引っかかり、体制が整っていたためスプリンターチームが待たなかった事で分断の目にあってしまう。先頭集団はHTCコロンビアが7人で完璧な制御を整え、アンドレ・グライペルに勝たせるお膳立てを整える。しかしツイスティなコースにグライペルが対応出来ずリードアウト役のマシュー・ゴスから離れてしまう。その絶好のポジションを逃がさなかったのはクイックステップのワウテル・ウェイラント。09ブエルタ第4ステージの借りを返す自身グランツール2勝目を手に入れた。マリア・ローザは落車を回避し先頭集団に残り同タイムゴールを果たしたアレクサンドル・ヴィノクロフの手に渡った。マリア・ロッソ・パッショーネはステージ2位に飛び込んだグレーム・ブラウン（ラボバンク）の元へ。マリア・ビアンカとマリア・ヴェルデはそれぞれリッチー・ポート（チーム・サクソバンク）とポール・ヴォス（チームミルラム）がキープしている。新城幸也（Bbox ブイグテレコム）はブルセギンらの最終集団の中でゴール、+7分59秒となったが総合に影響するライダーではないため問題はなかった。

区間成績
| 順位 | 選手名                       | 国籍           | チーム                            | 時間          |
| ---- | ---------------------------- | -------------- | --------------------------------- | ------------- |
| 1    | ワウテル・ウェイラント       | ベルギー       | クイックステップ                  | 5時間00分06秒 |
| 2    | グレーム・ブラウン           | オーストラリア | ラボバンク                        | 同            |
| 3    | ローベルト・フェルスター     | ドイツ         | チーム・ミルラム                  | 同            |
| 4    | ダニーロ・ホンド             | ドイツ         | ランプレ - ファルネーゼ・ヴィーニ | 同            |
| 5    | アダム・ブライセ             | イギリス       | オメガファーマ・ロット            | 同            |
| 6    | アンドレ・グライペル         | ドイツ         | チーム・HTC - コロンビア          | 同            |
| 7    | リーヌス・ゲルデマン         | ドイツ         | チーム・ミルラム                  | 同            |
| 8    | ヴィンチェンツォ・ニバリ     | イタリア       | リクイガス・ドイモ                | 同            |
| 9    | トーマス・ローレッガー       | オーストリア   | チーム・ミルラム                  | 同            |
| 10   | アレクサンドル・ヴィノクロフ | カザフスタン   | アスタナ                          | 同            |
| 105  | 新城幸也                     | 日本           | Bbox ブイグテレコム               | +7分59秒      |

総合成績
| 順位 | 選手名                       | 国籍           | チーム                     | 時間           |
| ---- | ---------------------------- | -------------- | -------------------------- | -------------- |
| 1    | アレクサンドル・ヴィノクロフ | カザフスタン   | アスタナ                   | 10時間07分18秒 |
| 2    | リッチー・ポート             | オーストラリア | チーム・サクソバンク       | 同             |
| 3    | デヴィッド・ミラー           | イギリス       | ガーミン・トランジションズ | +01秒          |
| 4    | ヴィンチェンツォ・ニバリ     | イタリア       | リクイガス・ドイモ         | +05秒          |
| 5    | マルセル・ジーベルク         | ドイツ         | チーム・HTC - コロンビア   | +07秒          |
| 6    | マシュー・ゴス               | オーストラリア | チーム・HTC - コロンビア   | +07秒          |
| 7    | アンドレ・グライペル         | ドイツ         | チーム・HTC - コロンビア   | 同             |
| 8    | リーヌス・ゲルデマン         | ドイツ         | チーム・ミルラム           | +12秒          |
| 9    | ステファノ・ガルゼッリ       | イタリア       | アクア & サポーネ          | +15秒          |
| 10   | ピーター・ウェーニング       | オランダ       | ラボバンク                 | +16秒          |
| 113  | 新城幸也                     | 日本           | Bbox ブイグテレコム        | +9分13秒       |

ポイント賞
| 順位 | 選手名                 | 国籍           | チーム                     | ポイント |
| ---- | ---------------------- | -------------- | -------------------------- | -------- |
| 1    | グレーム・ブラウン     | オランダ       | ラボバンク                 | 28       |
| 2    | ワウテル・ウェイラント | ベルギー       | クイックステップ           | 27       |
| 3    | タイラー・ファーラー   | アメリカ合衆国 | ガーミン・トランジションズ | 25       |

山岳賞
| 順位 | 選手名                 | 国籍     | チーム                     | ポイント |
| ---- | ---------------------- | -------- | -------------------------- | -------- |
| 1    | パウル・フォス         | ドイツ   | チーム・ミルラム           | 4        |
| 2    | ステファノ・ピラッツィ | イタリア | コルナゴ - CSX・イノックス | 4        |
| 3    | リック・フレンス       | オランダ | ラボバンク                 | 4        |

新人賞
| 順位 | 選手名                 | 国籍           | チーム                   | 時間          |
| ---- | ---------------------- | -------------- | ------------------------ | ------------- |
| 1    | リッチー・ポート       | オーストラリア | チーム・サクソバンク     | 5時間07分12秒 |
| 2    | マシュー・ゴス         | オーストラリア | チーム・HTC - コロンビア | +10秒         |
| 3    | ヴァレリオ・アニョーリ | イタリア       | リクイガス・ドイモ       | +25秒         |

## 第4ステージ
- 5月12日（水）
- サヴィリアーノ  －クーネオ 33.0km （チームタイムトライアル）[8]
- 早めの休息日が明け、イタリアへと戻ってきたプロトン。イタリアでのジロ開幕という意味合いもあり、この日にチームタイムトライアルが設定された。オランダではさほど気にならなかった雨が各チームを狂わせる。まずトップタイムをたたき出したのは4番目スタートのBMC・レーシングチーム。大雨の中をスタート、第2ステージで1人失っているうえに序盤で2名が脱落するという厳しい状況の中、初日のTT2位のブレント・ブックウォルターと3位のカデル・エヴァンスを中心として37分58秒をセット。これを初めて上回ったのが12番目スタートのチーム・カチューシャ、中間計測からトップタイムを出すが、どんどんとちぎれていって最後は5人でゴール。しかしタイムは54秒更新の37分4秒をマークする。その後チームスカイ、ガーミン・トランジションズのTTスペシャリストを多数そろえる優勝候補がスタートしていくが中間地点で大雨に見舞われ、スカイはカチューシャのタイムは更新したものの、実力通りにはタイムが伸びず、クリスティアン・ヴァンデベルデを一昨日失っていたガーミンはステージ8位と予想外の低迷を強いられてしまった。この後に好タイムをたたき出したのがリクイガス・ドイモ。終盤まで9人、最後は2人ちぎれて7人でのローテーションが綺麗に回りきり、チームスカイのタイムを13秒更新しトップへと躍り出る。そして全身ピンクで身を包んだヴィノクロフ率いるアスタナがスタート。ウクライナTTチャンピオンのアンドレー・グリブコとマリア・ローザのアレクサンドル・ヴィノクロフの2名が中心になりローテーションしていくが、この2人の引きに耐えきれずメンバーは次々と脱落。ラスト1kmで5人になってしまったあげく、5人目のゴラツド・スタンゲリがさらに脱落してしまう。これによってタイムをロスしたアスタナは+38秒の5位に終わり、ヴィノクロフは1日でマリア・ローザを手放してしまう結果となった。代わりにマリア・ローザをゲットしたのは大会直前でフランコ・ペッリツォッティの代わりに急遽招集されたヴィンチェンツォ・ニバリ（リクイガス・ドイモ）。リクイガスは今日だけで大躍進を果たし、2位にイヴァン・バッソ、3位にマリア・ビアンカを手にしたヴァレリオ・アニョーリとトップ3を独占してしまう。他2賞には動きがなかった。新城幸也（Bbox ブイグテレコム）はゴール手前で力尽きちぎれ、チームから23秒遅れとはなったものの今日も無事ゴールした。

区間成績
- チーム

| 順位 | 選手名                     | 国籍           | 時間     |
| ---- | -------------------------- | -------------- | -------- |
| 1    | リクイガス・ドイモ         | イタリア       | 36分37秒 |
| 2    | チームスカイ               | イギリス       | +13秒    |
| 3    | チーム・HTC - コロンビア   | アメリカ合衆国 | +21秒    |
| 4    | チーム・カチューシャ       | ロシア         | +27秒    |
| 5    | アスタナ                   | カザフスタン   | +38秒    |
| 6    | サーヴェロ・テストチーム   | スイス         | 同       |
| 7    | オメガファーマ・ロット     | ベルギー       | +46秒    |
| 8    | ガーミン・トランジションズ | アメリカ合衆国 | +49秒    |
| 9    | チーム・サクソバンク       | デンマーク     | +50秒    |
| 10   | チーム・ミルラム           | ドイツ         | +57秒    |

- 個人（参考記録）

| 順位 | 選手名                         | 国籍       | チーム              | 時間     |
| ---- | ------------------------------ | ---------- | ------------------- | -------- |
| 1    | ヴァレリオ・アニョーリ         | イタリア   | リクイガス・ドイモ  | 36分37秒 |
| 2    | ヴィンチェンツォ・ニバリ       | イタリア   | リクイガス・ドイモ  | 同       |
| 3    | ロベルト・キセロフスキ         | クロアチア | リクイガス・ドイモ  | 同       |
| 4    | ティツィアーノ・ダッラントニア | イタリア   | リクイガス・ドイモ  | 同       |
| 5    | イヴァン・バッソ               | イタリア   | リクイガス・ドイモ  | 同       |
| 6    | スィルヴェステル・シュムィド   | ポーランド | リクイガス・ドイモ  | 同       |
| 7    | マツィエイ・ボドナル           | ポーランド | リクイガス・ドイモ  | +04秒    |
| 8    | マイケル・バリー               | カナダ     | チームスカイ        | +13秒    |
| 9    | ブラッドリー・ウィギンス       | イギリス   | チーム・スカイ      | 同       |
| 10   | スティーヴ・カミングス         | イギリス   | チーム・スカイ      | 同       |
| 146  | 新城幸也                       | 日本       | Bbox ブイグテレコム | +2分42秒 |

総合成績
| 順位 | 選手名                       | 国籍           | チーム                     | 時間           |
| ---- | ---------------------------- | -------------- | -------------------------- | -------------- |
| 1    | ヴィンチェンツォ・ニバリ     | イタリア       | リクイガス・ドイモ         | 10時間44分00秒 |
| 2    | イヴァン・バッソ             | イタリア       | リクイガス・ドイモ         | +13秒          |
| 3    | ヴァレリオ・アニョーリ       | イタリア       | リクイガス・ドイモ         | +20秒          |
| 4    | マシュー・ゴス               | オーストラリア | チーム・HTC - コロンビア   | +26秒          |
| 5    | アンドレ・グライペル         | ドイツ         | チーム・HTC - コロンビア   | 同             |
| 6    | アレクサンドル・ヴィノクロフ | カザフスタン   | アスタナ                   | +33秒          |
| 7    | ウラディミール・カルペツ     | ロシア         | チーム・カチューシャ       | +39秒          |
| 8    | リッチー・ポート             | オーストラリア | チーム・サクソバンク       | +45秒          |
| 9    | デヴィッド・ミラー           | イギリス       | ガーミン・トランジションズ | 同             |
| 10   | パオロ・ティラロンゴ         | イタリア       | アスタナ                   | +59秒          |
| 134  | 新城幸也                     | 日本           | Bbox ブイグテレコム        | +11分50秒      |

ポイント賞
| 順位 | 選手名                 | 国籍           | チーム                     | ポイント |
| ---- | ---------------------- | -------------- | -------------------------- | -------- |
| 1    | グレーム・ブラウン     | オランダ       | ラボバンク                 | 28       |
| 2    | ワウテル・ウェイラント | ベルギー       | クイックステップ           | 27       |
| 3    | タイラー・ファーラー   | アメリカ合衆国 | ガーミン・トランジションズ | 25       |

山岳賞
| 順位 | 選手名                 | 国籍     | チーム                     | ポイント |
| ---- | ---------------------- | -------- | -------------------------- | -------- |
| 1    | パウル・フォス         | ドイツ   | チーム・ミルラム           | 4        |
| 2    | ステファノ・ピラッツィ | イタリア | コルナゴ - CSX・イノックス | 4        |
| 3    | リック・フレンス       | オランダ | ラボバンク                 | 4        |

新人賞
| 順位 | 選手名                 | 国籍           | チーム                   | 時間           |
| ---- | ---------------------- | -------------- | ------------------------ | -------------- |
| 1    | ヴァレリオ・アニョーリ | イタリア       | リクイガス・ドイモ       | 10時間44分22秒 |
| 2    | マシュー・ゴス         | オーストラリア | チーム・HTC - コロンビア | +06秒          |
| 3    | リッチー・ポート       | オーストラリア | チーム・サクソバンク     | +25秒          |

## 第5ステージ
- 5月13日（木）
- ノヴァーラ  －ノーヴィ・リーグレ 162.0km [10]
- コースには3級山岳が2つ設定されたがほぼフラット、しかしゴール間際は狭いコース幅とツイスティなレイアウトで、集団スプリントにはテクニックが要される。まず18km地点でアタックを決めたのは新城幸也（Bbox・ブイグテレコム）、これにフリアン・フシャール（コフィディス）、ジェローム・ピノー（クイックステップ）、そしてマリア・ヴェルデを纏うパウル・フォス（チームミルラム）が合流し逃げは4人。ツール・ド・フランスでも逃げ回った経験のあるピノーの差を開きすぎないで力を溜めるとのアドバイス、そしてコース長が短い事もあり最大タイム差は5分40秒とさほど開かない。そして一つ目の山岳ポイントをフォス1位、新城が2位で通過しグランツール日本人初の山岳ポイントの獲得に成功、二つ目の山岳もフォスが1位通過し明日のマリア・ヴェルデを確定させる。この下りから逃げグループも速度を上げ始め、集団とのチェイスへと突き進む。このペースアップと目的を達成したという2つの理由からフォスがちぎれ、逃げ3人とメイン集団の争いに。しかし昨日TTTの疲れもありメイン集団の統率が上手く取れず、思うようにはペースが上がらない。残り10km地点で1分強と逃げ切りか吸収か微妙になったところでチームスカイ、チーム・HTC - コロンビア、ラボバンクらがトレインを形成し一気にメイン集団が加速、後方はこれに耐えきれずバラバラになってしまう。人数を減らしたメイン集団と逃げとの差は残り5kmで30秒。常識的に考えればぎりぎりで吸収だがツイスティなコースがこれを阻む。この状態にフシャールとピノーは吸収を覚悟するが、モチベーションが残っていた新城は残り1.2kmからアタック、これで目が覚めたフシャールとピノーも再加速を開始しラストの直線、ここも新城が一番にスプリントし始めるが、既に先のアタックで足が残ってなかったため二人を振り切るほどの加速は出来ず、新城の後ろから飛び出したピノーがグランツール初勝利を決め、2位にフシャール、3位に新城という順で、逃げを容認されたのではなく実力逃げ切りを達成。新城は自らが作り出したグランツール日本人最上位（5位）を更新、さらに本日の逃げ距離賞を獲得した。メイン集団はわずか4秒後にタイラー・ファーラー（ガーミン・トランジションズ）が先頭でゴール、スプリンターに厳しいと言われるジロで、スプリンターチームとしては落としたくないポイントを落とすこととなってしまった。総合上位勢は全員先頭集団に残り、大会5日目にして初めてマリア・ローザの移動がなかった。マリア・ヴェルデとマリア・ビアンカもそれぞれパウル・フォスとヴァレリオ・アニョーリがキープ。マリア・ロッソ・パッショーネはタイラー・ファーラーとジェローム・ピノーが同点で並んだが、今ステージの順位順（ピノー：1位、ファーラー：4位）という規定の下、ピノーに渡ることとなった。

区間成績
| 順位 | 選手名                         | 国籍             | チーム                            | 時間          |
| ---- | ------------------------------ | ---------------- | --------------------------------- | ------------- |
| 1    | ジェローム・ピノー             | フランス         | クイックステップ                  | 3時間45分59秒 |
| 2    | ジュリアン・フシャール         | フランス         | コフィディス                      | 同            |
| 3    | 新城幸也                       | 日本             | Bbox ブイグテレコム               | 同            |
| 4    | タイラー・ファーラー           | アメリカ合衆国   | ガーミン・トランジションズ        | +04秒         |
| 5    | グレッグ・ヘンダーソン         | ニュージーランド | チームスカイ                      | 同            |
| 6    | アレッサンドロ・ペタッキ       | イタリア         | ランプレ - ファルネーゼ・ヴィーニ | 同            |
| 7    | グレーム・ブラウン             | オーストラリア   | ラボバンク                        | 同            |
| 8    | アンドレ・グライペル           | ドイツ           | チーム・HTC - コロンビア          | 同            |
| 9    | ルカス・セバスティアン・アエド | アルゼンチン     | チーム・サクソバンク              | 同            |
| 10   | ウィイアン・ボネ               | フランス         | Bbox ブイグテレコム               | 同            |

総合成績
| 順位 | 選手名                       | 国籍           | チーム                     | 時間           |
| ---- | ---------------------------- | -------------- | -------------------------- | -------------- |
| 1    | ヴィンチェンツォ・ニバリ     | イタリア       | リクイガス・ドイモ         | 14時間30分03秒 |
| 2    | イヴァン・バッソ             | イタリア       | リクイガス・ドイモ         | +13秒          |
| 3    | ヴァレリオ・アニョーリ       | イタリア       | リクイガス・ドイモ         | +20秒          |
| 4    | マシュー・ゴス               | オーストラリア | チーム・HTC - コロンビア   | +26秒          |
| 5    | アンドレ・グライペル         | ドイツ         | チーム・HTC - コロンビア   | 同             |
| 6    | アレクサンドル・ヴィノクロフ | カザフスタン   | アスタナ                   | +33秒          |
| 7    | ウラディミール・カルペツ     | ロシア         | チーム・カチューシャ       | +39秒          |
| 8    | リッチー・ポート             | オーストラリア | チーム・サクソバンク       | +45秒          |
| 9    | デヴィッド・ミラー           | イギリス       | ガーミン・トランジションズ | 同             |
| 10   | パオロ・ティラロンゴ         | イタリア       | アスタナ                   | +59秒          |
| 112  | 新城幸也                     | 日本           | Bbox ブイグテレコム        | +11分36秒      |

ポイント賞
| 順位 | 選手名               | 国籍           | チーム                     | ポイント |
| ---- | -------------------- | -------------- | -------------------------- | -------- |
| 1    | ジェローム・ピノー   | フランス       | クイックステップ           | 39       |
| 2    | タイラー・ファーラー | アメリカ合衆国 | ガーミン・トランジションズ | 39       |
| 3    | グレーム・ブラウン   | オーストラリア | ラボバンク                 | 37       |
| 14   | 新城幸也             | 日本           | Bbox ブイグテレコム        | 20       |

山岳賞
| 順位 | 選手名                 | 国籍     | チーム                     | ポイント |
| ---- | ---------------------- | -------- | -------------------------- | -------- |
| 1    | パウル・フォス         | ドイツ   | チーム・ミルラム           | 10       |
| 2    | ステファノ・ピラッツィ | イタリア | コルナゴ - CSX・イノックス | 4        |
| 3    | リック・フレンス       | オランダ | ラボバンク                 | 4        |
| 4    | 新城幸也               | 日本     | Bbox ブイグテレコム        | 3        |

新人賞
| 順位 | 選手名                 | 国籍           | チーム                   | 時間           |
| ---- | ---------------------- | -------------- | ------------------------ | -------------- |
| 1    | ヴァレリオ・アニョーリ | イタリア       | リクイガス・ドイモ       | 14時間30分23秒 |
| 2    | マシュー・ゴス         | オーストラリア | チーム・HTC - コロンビア | +06秒          |
| 3    | リッチー・ポート       | オーストラリア | チーム・サクソバンク     | +25秒          |

## 第6ステージ
- 5月14日（金）
- フィデンツァ  －カッラーラ 172.0km [12]
- 2級山岳2つ、そしてゴール10.8km手前に3級山岳と、ゴール近辺こそフラットではあるが、集団スプリントというよりは、ダウンヒルアタッカーの逃げ切り、そして山で生き残ったパンチャーの小集団スプリントが予想される第6ステージ。スタート前に昨日の逃げ賞、新城幸也（Bbox ブイグテレコム）の表彰が行われている。その新城らの逃げを警戒し、序盤はアタックのつぶし合いが続き、アタックが決まったのは40km過ぎ、マシュー・ロイド（オメガファーマ・ロット）とルーベンス・ベルトリアーティ（アンドローニ・ジョカトーリ）の2名がエスケープの切符を手に入れる。65km地点でミハイル・イグナチェフ（カチューシャ）とユーリ・トロフィモフ（Bboxブイグテレコム）の2人もエスケープに挑戦するが1つめの山岳の途中で吸収される。この後はコースレイアウトだけ見れば非常に簡単そうに見えるが、絶え間なく続くアップダウン、狭い道幅、雨、ツイスティなコースに選手達は足を取られる形となり落車が多発。パオロ・ティラロンゴ（アスタナ）とギヨーム・ボナフォン（Ag2r・ラ・モンティアル）の2名が落車で負傷しリタイア、救急車で病院に搬送される事態となっている。幸運にも両者ともに骨折はなかった。逃げは最大5分38秒まで広がるが、今日はスプリントの日では無いと感じ取ったスプリンターチーム、完全逃げ容認の総合勢の考えもあり、マリア・ローザ持ちのリクイガスに先頭を引かせようとして全くペースが上がらない。その隙をつきセルゲイ・クリモフ（カチューシャ）、カイエタノ・サルミエント（アクア・サポーネ）、ヨハン・チョップ（Bbox ブイグテレコム）、エフゲニー・ペトロフ（カチューシャ）、マッテーオ・ボノ（ランプレ・ファルネーゼヴィーニ）の5名がメイン集団から抜け出し追走集団を形成。先頭ではロイドが2つの2級山岳をトップ通過しマリア・ヴェルデをパウル・フォス（チームミルラム）から奪取。追走集団ではクリモフ、ボノがちぎれ3人で続いて通過、最後にメイン集団という形に。最後の3級山岳に入るとロイドがアタックを仕掛けベルトリアーティがついて行けずに単独逃げの状態に、メイン集団ではなんとアレッサンドロ・ペタッキが山岳でアタック、しかしこれは吸収され、残り1kmで追走の3人も吸収。しかし先頭のロイド、1分差のベルトリアーティまでは吸収できなかった。逃げ切ったロイドがグランツール初勝利を手にする。3位争いのスプリントはペタッキのためにポイント差を離されたくないダニーロ・ホンド（ランプレ・ファルネゼヴィーニ）が先頭を取ったが、1位と勘違いしガッツポーズも見られた。総合、新人賞争いはメイン集団同タイムゴールで変化無し。マリア・ロッソ・パッショーネは中間スプリントでメイン集団先頭の3位で4ポイントを加算したタイラー・ファーラー（ガーミン・トランジションズ）が奪還している。新城幸也は昨日の疲れもあり、メイン集団について行かず15分36秒遅れの最終グルペットで無事ゴールしている。

区間成績
| 順位 | 選手名                       | 国籍           | チーム                            | 時間          |
| ---- | ---------------------------- | -------------- | --------------------------------- | ------------- |
| 1    | マシュー・ロイド             | オーストラリア | オメガファーマ・ロット            | 4時間24分20秒 |
| 2    | ルーベンス・ベルトリアティ   | スイス         | アンドローニ・ジョカットーリ      | +1分06秒      |
| 3    | ダニーロ・ホンド             | ドイツ         | ランプレ - ファルネーゼ・ヴィーニ | +1分15秒      |
| 4    | マヌエル・ベッレッティ       | イタリア       | コルナゴ - CSF・イノックス        | 同            |
| 5    | フィリッポ・ポッツァート     | イタリア       | チーム・カチューシャ              | 同            |
| 6    | ウィイアン・ボネ             | フランス       | Bbox ブイグテレコム               | 同            |
| 7    | サカ・モドロ                 | イタリア       | コルナゴ - CSF・イノックス        | 同            |
| 8    | ヴァシル・キリエンカ         | ベラルーシ     | ケス・デパーニュ                  | 同            |
| 9    | アレクサンドル・エフィムキン | ロシア         | AG2R・ラ・モンディアル            | 同            |
| 10   | バーデン・クック             | オーストラリア | チーム・サクソバンク              | 同            |
| 171  | 新城幸也                     | 日本           | Bbox ブイグテレコム               | +15分36秒     |

総合成績
| 順位 | 選手名                       | 国籍           | チーム                     | 時間           |
| ---- | ---------------------------- | -------------- | -------------------------- | -------------- |
| 1    | ヴィンチェンツォ・ニバリ     | イタリア       | リクイガス・ドイモ         | 18時間55分38秒 |
| 2    | イヴァン・バッソ             | イタリア       | リクイガス・ドイモ         | +13秒          |
| 3    | ヴァレリオ・アニョーリ       | イタリア       | リクイガス・ドイモ         | +20秒          |
| 4    | アレクサンドル・ヴィノクロフ | カザフスタン   | アスタナ                   | +33秒          |
| 5    | ウラディミール・カルペツ     | ロシア         | チーム・カチューシャ       | +39秒          |
| 6    | リッチー・ポート             | オーストラリア | チーム・サクソバンク       | +45秒          |
| 7    | デヴィッド・ミラー           | イギリス       | ガーミン・トランジションズ | 同             |
| 8    | バーデン・クック             | オーストラリア | チーム・サクソバンク       | +1分03秒       |
| 9    | リーヌス・ゲルデマン         | ドイツ         | チーム・ミルラム           | +1分04秒       |
| 10   | ローラン・ディディエ         | ルクセンブルク | チーム・サクソバンク       | +1分13秒       |
| 164  | 新城幸也                     | 日本           | Bbox ブイグテレコム        | +25分57秒      |

ポイント賞
| 順位 | 選手名               | 国籍           | チーム                     | ポイント |
| ---- | -------------------- | -------------- | -------------------------- | -------- |
| 1    | タイラー・ファーラー | アメリカ合衆国 | ガーミン・トランジションズ | 43       |
| 2    | グレーム・ブラウン   | オーストラリア | ラボバンク                 | 40       |
| 3    | ジェローム・ピノー   | フランス       | クイックステップ           | 39       |
| 17   | 新城幸也             | 日本           | Bbox ブイグテレコム        | 20       |

山岳賞
| 順位 | 選手名                     | 国籍           | チーム                       | ポイント |
| ---- | -------------------------- | -------------- | ---------------------------- | -------- |
| 1    | マシュー・ロイド           | オーストラリア | オメガファーマ・ロット       | 13       |
| 2    | パウル・フォス             | ドイツ         | チーム・ミルラム             | 10       |
| 3    | ルーベンス・ベルトリアティ | スイス         | アンドローニ・ジョカットーリ | 8        |
| 6    | 新城幸也                   | 日本           | Bbox ブイグテレコム          | 3        |

新人賞
| 順位 | 選手名                 | 国籍           | チーム               | 時間           |
| ---- | ---------------------- | -------------- | -------------------- | -------------- |
| 1    | ヴァレリオ・アニョーリ | イタリア       | リクイガス・ドイモ   | 18時間55分58秒 |
| 2    | リッチー・ポート       | オーストラリア | チーム・サクソバンク | +25秒          |
| 3    | ロベルト・キセロフスキ | クロアチア     | リクイガス・ドイモ   | +1分04秒       |

## 第7ステージ
- 5月15日（土）
- カッラーラ  －モンタルチーノ 222.0km [14]
- スタートから110kmはほぼフラット、しかしそこからカテゴリーこそ3級だが激しいアップダウンが続き、最後は「白い道」と呼ばれる、最大斜度16%の未舗装ゾーンを持つモンテパスキ・ストラーデ・ビアンケを上り、下って石畳ゾーンを通過してゴールという、余りにもグランツールらしくないレイアウト。前日のリタイア3人に加え、マルツィオ・ブルセギン（ケス・デパーニュ）とエロス・カペッキ（フットオン・セルヴェット）が出走せずスタートは191人。天候は生憎の雨、これがすべてのライダーを狂わせた。序盤はアタックが余りにも決まらず平均時速が50km/hを超える速度となり、一度は57km付近で新城幸也（Bbox・ブイグテレコム）を含む16人の逃げが決まるものの、総合3位でマリア・ビアンカのヴァレリオ・アニョーリ、ジルベルト・シモーニ（ランプレ・ファルネーゼヴィニ）などの有力選手が潜り込んでいたため71km付近で一度吸収。その後85km付近でリック・フレンス（ラボバンク）とニキ・セレンセン（チーム・サクソバンク）のエスケープが決まるが、100km地点の2個目の2級山岳で吸収。その下りで大落車が発生、発端となったのはミケーレ・スカルポーニ（アンドローニ・ジョカットーリ）、これにトップ3独占中のヴィンチェンツォ・ニーバリ、イヴァン・バッソ、ヴァレリオ・アニョーリのリクイガス勢、総合勢ではさらにカルロス・サストレ（サーヴェロ・テストチーム）も巻き込まれるが、既に勝負所の直前だったため先頭は減速せずに前進、大きな差が付けられてしまう。そして問題の未舗装区間へ、白い道は雨でぬかるみ灰色の川に。選手のジャージはみるみるうちに泥はねで汚れフットオン・セルヴェットを彷彿とされる茶色のジャージへと染まっていく。ここで先頭集団に残った有力選手はアレクサンドロ・ヴィノクロフ（アスタナ）、カデル・エヴァンス（BMC・レーシングチーム）、フィリッポ・ポッツァート（カチューシャ）、リーナス・ゲルデマン（チームミルラム）、ダミアーノ・クネゴ（ランプレ・ファルネーゼヴィニ）、ステファン・ガルゼッリ（アクア&サポーネ）、ダビ・アローヨ（ケースデパーニュ）、マルコ・ピノッティ（チーム・HTC - コロンビア）ら。しかし斜度がきつくなるにつれてクライム能力に劣るポッツァートがまず脱落。その後クネゴ、ヴィノクロフと連続してアタックがかかると完全にバラバラに、ヴィノクロフに追随出来たのはエヴァンスのみ、その後数秒でクネゴ、アローヨ、ピノッティが続き山頂を通過、下りでヴィノクロフとエヴァンスに追いつき残り1km、この状態でならクラシックライダーのクネゴに分があるかと思いきや、ゴールラインを先頭で通過したのはアルカンシェルに身を包むエヴァンス、悪路での走行を熟知している元MTBライダーの経験が生きた形となり、グランツールでの初ステージ表彰台を味わうことに。後方ではマリア・ローザのニーバリがチームリーダーのバッソを引き上げつつの走行で2分遅れでゴール、先頭集団でゴールしたヴィノクロフにマリア・ローザを明け渡す結果となった。同じくマリア・ビアンカもアニョーリが3分45秒遅れのステージ29位と遅れ、1分42秒遅れでゴールしたリッチー・ポルテ（チーム・サクソバンク）へと移動した。そしてサストレは5分20秒遅れと総合からは完全に脱落してしまう。マリア・ヴェルデとマリア・ロッソ・パッショーネはマシュー・ロイド（オメガファーマ・ロット）とタイラー・ファーラー（ガーミン・トランジションズ）がキープに成功した。

区間成績
| 順位 | 選手名                       | 国籍           | チーム                            | 時間          |
| ---- | ---------------------------- | -------------- | --------------------------------- | ------------- |
| 1    | カデル・エヴァンス           | オーストラリア | BMC・レーシングチーム             | 5時間13分37秒 |
| 2    | ダミアーノ・クネゴ           | イタリア       | ランプレ - ファルネーゼ・ヴィーニ | +02秒         |
| 3    | アレクサンドル・ヴィノクロフ | カザフスタン   | アスタナ                          | 同            |
| 4    | マルコ・ピノッティ           | イタリア       | チーム・HTC - コロンビア          | +06秒         |
| 5    | ダビ・アロヨ                 | スペイン       | ケス・デパーニュ                  | +12秒         |
| 6    | ステファノ・ガルゼッリ       | イタリア       | アクア & サポーネ                 | +27秒         |
| 7    | ジョン・ガドレ               | フランス       | Ag2r・ラ・モンディアル            | +29秒         |
| 8    | ミケーレ・スカルポーニ       | イタリア       | アンドローニ・ジョカットーリ      | +1分01秒      |
| 9    | カイエタノ・サルミエント     | コロンビア     | アクア & サポーネ                 | +1分07秒      |
| 10   | ヤン・バケラントス           | ベルギー       | オメガファーマ・ロット            | +1分10秒      |
| 175  | 新城幸也                     | 日本           | Bbox ブイグテレコム               | +25分29秒     |

総合成績
| 順位 | 選手名                       | 国籍           | チーム                     | 時間           |
| ---- | ---------------------------- | -------------- | -------------------------- | -------------- |
| 1    | アレクサンドル・ヴィノクロフ | カザフスタン   | アスタナ                   | 24時間09分42秒 |
| 2    | カデル・エヴァンス           | オーストラリア | BMC・レーシングチーム      | +1分12秒       |
| 3    | デヴィッド・ミラー           | イギリス       | ガーミン・トランジションズ | +1分29秒       |
| 4    | ウラディミール・カルペツ     | ロシア         | チーム・カチューシャ       | +1分30秒       |
| 5    | ヴィンチェンツォ・ニバリ     | イタリア       | リクイガス・ドイモ         | +1分33秒       |
| 6    | マルコ・ピノッティ           | イタリア       | チーム・HTC - コロンビア   | +1分40秒       |
| 7    | リーヌス・ゲルデマン         | ドイツ         | チーム・ミルラム           | +1分50秒       |
| 8    | イヴァン・バッソ             | イタリア       | リクイガス・ドイモ         | +1分51秒       |
| 9    | トーマス・ローレッガー       | オーストリア   | チーム・ミルラム           | +1分56秒       |
| 10   | リッチー・ポート             | オーストラリア | チーム・サクソバンク       | +2分00秒       |
| 174  | 新城幸也                     | 日本           | Bbox ブイグテレコム        | +50分59秒      |

ポイント賞
| 順位 | 選手名               | 国籍           | チーム                     | ポイント |
| ---- | -------------------- | -------------- | -------------------------- | -------- |
| 1    | タイラー・ファーラー | アメリカ合衆国 | ガーミン・トランジションズ | 43       |
| 2    | カデル・エヴァンス   | オーストラリア | BMC・レーシングチーム      | 41       |
| 3    | グレーム・ブラウン   | オーストラリア | ラボバンク                 | 40       |
| 20   | 新城幸也             | 日本           | Bbox ブイグテレコム        | 20       |

山岳賞
| 順位 | 選手名                     | 国籍           | チーム                       | 時間 |
| ---- | -------------------------- | -------------- | ---------------------------- | ---- |
| 1    | マシュー・ロイド           | オーストラリア | オメガファーマ・ロット       | 13   |
| 2    | パウル・フォス             | ドイツ         | チーム・ミルラム             | 10   |
| 3    | ルーベンス・ベルトリアティ | スイス         | アンドローニ・ジョカットーリ | 8    |
| 9    | 新城幸也                   | 日本           | Bbox ブイグテレコム          | 3    |

新人賞
| 順位 | 選手名                 | 国籍           | チーム               | 時間           |
| ---- | ---------------------- | -------------- | -------------------- | -------------- |
| 1    | リッチー・ポート       | オーストラリア | チーム・サクソバンク | 24時間11分42秒 |
| 2    | ヴァレリオ・アニョーリ | イタリア       | リクイガス・ドイモ   | +1分38秒       |
| 3    | ロベルト・キセロフスキ | クロアチア     | リクイガス・ドイモ   | +2分05秒       |

## 第8ステージ
- 5月16日（日）
- キアンチャーノ・テルメ  －モンテ・テルミニッロ 189.0km [16]
- 8日目にして今ジロ初の山頂ゴールが設定され、いよいよ戦いが本格的になる。ゴール地点のモンテ・テルミニッロは標高1668m、平均勾配7.3%、最大勾配12%、登坂距離12kmと十分にタイム差を付けるチャンスはある。昨日の悪コンディションによる疲労もあり46km地点の3級山岳ポイントを巡るアタックこそあったものの（マリア・ヴェルデを纏うマシュー・ロイドが一位通過でさらにポイントを加算している）、下り坂での分断はあったものの、60km地点までアタックらしいアタックがかからずプロトンは一つにまとまり進行。この山岳中に気管支炎を悪化させたアレッサンドロ・ペタッキ（ランプレ・ファルネーゼヴィニ）が未勝利のままリタイア。そして60km地点でスティーブ・クミングス（チームスカイ）とステフェン・クルイスウィック（ラボバンク）がアタックを成功させ、これに15人が追随し逃げ集団は17人に。するとメイン集団はこれを半ば容認。最大差3分19秒まで開かせるが、ダミアーノ・クネゴとジルベルト・シモーニにタイム差を縮めさせたいランプレの引きでテルミニッロ突入までに1分55秒差まで詰めてくる。しかし霧がかかった難コンディションのためここからタイムが縮まらない。先頭集団では9人脱落して8人にまで減ったところでシモーネ・ストルトーニ（コルナゴ・CSFイノックス）が残り10.5kmでアタック、これに反応できたのはクリス・アンカー・セレンセンただ一人、5kmほど二人での走行となるが残り6kmを切ったところでセレンセンが再アタック、これにストルトーニが反応できず独走状態に。そのまま逃げ切りでジャパンカップに続く3勝目を釣り上げる事に成功した。上りで人数を減らしたマリア・ローザ集団はミケーレ・スカルポーニ（アンドローニ・ジョカトーリ）を皮切りに連続したアタックが起こる物のどれも決定的な差を付けられず、ジョン・ガドレ（Ag2r・ラ・モンディアル）が1秒差を縮めただけで有力選手は同タイムゴール。結果移動が起こらずアレクサンドル・ヴィノクロフ（アスタナ）がキープ。マリア・ヴェルデは最初の山岳ポイントを1位通過に成功したマシュー・ロイドがキープに成功。マリア・ビアンカも1分22秒差でゴールしたリッチー・ポート（チーム・サクソバンク）が6秒ほどタイムを詰められるがキープ。9位に入ったカデル・エヴァンス（BMC・レーシングチーム）がマリア・ロッソ・パッショーネを手にしたのが唯一のジャージ移動となった。新城幸也（Bbox ブイグテレコム）は17分55秒遅れのグルペットで無事帰還に成功。ちなみにロビー・マキュアン（チーム・カチューシャ）が友の会にも見捨てられ、あわやタイムアウトの24分51秒遅れで単独帰還となっている。昨日の疲労と今日の低温が重なり、アントニー・シャルトー（Bbox ブイグテレコム）、ディミトリ・コズンチュク（ラボバンク）、アンドレーア・マシャレッリ、フランチェスコ・マシャレッリ（アクア & サポーネ）、サシャ・モドロ（コルナゴ・CSFイノックス）、ジョン・マーフィー（BMC・レーシングチーム）、ファビアン・ウェーグマン（チームミルラム）、アレッサンドロ・ペタッキ（ランプレ・ファルネーゼヴィニ）と8人が途中リタイアとなっている。

区間成績
| 順位 | 選手名                       | 国籍           | チーム                            | 時間          |
| ---- | ---------------------------- | -------------- | --------------------------------- | ------------- |
| 1    | クリス・アンカー・セレンセン | デンマーク     | チーム・サクソバンク              | 4時間50分48秒 |
| 2    | シモーネ・ストルトーニ       | イタリア       | コルナゴ-CSF・イノックス          | +30秒         |
| 3    | シャビエル・トンド           | スペイン       | サーヴェロ・テストチーム          | +36秒         |
| 4    | エフゲニー・ペトロフ         | ロシア         | チーム・カチューシャ              | +49秒         |
| 5    | ジョン・ガドレ               | フランス       | Ag2r・ラ・モンディアル            | +55秒         |
| 6    | ダミアーノ・クネゴ           | イタリア       | ランプレ - ファルネーゼ・ヴィーニ | +56秒         |
| 7    | ステファノ・ガルゼッリ       | イタリア       | アクア & サポーネ                 | 同            |
| 8    | アレクサンドル・ヴィノクロフ | カザフスタン   | アスタナ                          | 同            |
| 9    | カデル・エヴァンス           | オーストラリア | BMC・レーシングチーム             | 同            |
| 10   | イヴァン・バッソ             | イタリア       | リクイガス・ドイモ                | 同            |
| 138  | 新城幸也                     | 日本           | Bbox ブイグテレコム               | +17分55秒     |

総合成績
| 順位 | 選手名                       | 国籍           | チーム                            | 時間           |
| ---- | ---------------------------- | -------------- | --------------------------------- | -------------- |
| 1    | アレクサンドル・ヴィノクロフ | カザフスタン   | アスタナ                          | 29時間01分26秒 |
| 2    | カデル・エヴァンス           | オーストラリア | BMC・レーシングチーム             | +1分12秒       |
| 3    | ヴィンチェンツォ・ニバリ     | イタリア       | リクイガス・ドイモ                | +1分33秒       |
| 4    | イヴァン・バッソ             | イタリア       | リクイガス・ドイモ                | +1分51秒       |
| 5    | マルコ・ピノッティ           | イタリア       | チーム・HTC - コロンビア          | +2分17秒       |
| 6    | リッチー・ポート             | オーストラリア | チーム・サクソバンク              | +2分26秒       |
| 7    | ウラディミール・カルペツ     | ロシア         | チーム・カチューシャ              | +2分34秒       |
| 8    | ステファノ・ガルゼッリ       | イタリア       | アクア & サポーネ                 | +2分47秒       |
| 9    | ダミアーノ・クネゴ           | イタリア       | ランプレ - ファルネーゼ・ヴィーニ | +3分08秒       |
| 10   | ミケーレ・スカルポーニ       | イタリア       | アンドローニ・ジョカットーリ      | +3分09秒       |
| 163  | 新城幸也                     | 日本           | Bbox ブイグテレコム               | +1時間07分58秒 |

ポイント賞
| 順位 | 選手名                       | 国籍           | チーム                     | ポイント |
| ---- | ---------------------------- | -------------- | -------------------------- | -------- |
| 1    | カデル・エヴァンス           | オーストラリア | BMC・レーシングチーム      | 48       |
| 2    | アレクサンドル・ヴィノクロフ | カザフスタン   | アスタナ                   | 47       |
| 3    | タイラー・ファーラー         | アメリカ合衆国 | ガーミン・トランジションズ | 43       |
| 23   | 新城幸也                     | 日本           | Bbox ブイグテレコム        | 20       |

山岳賞
| 順位 | 選手名                       | 国籍           | チーム                 | ポイント |
| ---- | ---------------------------- | -------------- | ---------------------- | -------- |
| 1    | マシュー・ロイド             | オーストラリア | オメガファーマ・ロット | 16       |
| 2    | クリス・アンカー・セレンセン | デンマーク     | チーム・サクソバンク   | 15       |
| 3    | パウル・フォス               | ドイツ         | チーム・ミルラム       | 10       |
| 14   | 新城幸也                     | 日本           | Bbox ブイグテレコム    | 3        |

新人賞
| 順位 | 選手名                 | 国籍           | チーム               | 時間           |
| ---- | ---------------------- | -------------- | -------------------- | -------------- |
| 1    | リッチー・ポート       | オーストラリア | チーム・サクソバンク | 29時間03分52秒 |
| 2    | ロベルト・キセロフスキ | クロアチア     | リクイガス・ドイモ   | +1分59秒       |
| 3    | ヴァレリオ・アニョーリ | イタリア       | リクイガス・ドイモ   | +2分16秒       |

## 第9ステージ
- 5月17日（月）
- フロジノーネ  －カーヴァ・デ・ティッレーニ 187km [18]
- 2日連続での難関山岳を越えた後に、ようやくカテゴリー山岳0個のフラットステージ。久しぶりに集団スプリントが期待できるがゴール前5kmからは3%程度とはいえ上り基調で完全フラットという訳ではない。バーデン・クック（チーム・サクソバンク）がスタートせずプロトンは182人となる。フラットステージで泳がされると分かりながら9km地点でエスケープを決めたのはジャンパオロ・ケウラ（フットオン・セルヴェット）、トム・スタムスニデル（ラボバンク）、マイケル・バリー（チームスカイ）、ミハイル・イグナチェフ（カチューシャ）の4名。しかしエースのアンドレ・グライペルが勝てていないチーム・HTC - コロンビアがいきなりプロトンをコントロールするという気合いの入り方、そのため逃げは最大4分付くものの、その後は1分半～2分の間を行き来と、全く開かせる気配が無い。130km地点では朝から降り続いていた雨で道路が冠水。ここでのトラブルを回避するために集団はスロー走行となり、2分強までタイム差は縮まるがその後急速にペースアップ。一時集団が中切れを起こし、マリア・ローザのアレクサンドル・ヴィノクロフやダミアーノ・クネゴ（ランプレ・ファルネーゼヴィニ）、アンドレ・グライペルら15人は前方集団に入るが、カデル・エヴァンス（BMC・レーシングチーム）、イヴァン・バッソ（リクイガス・ドイモ）、ステファノ・ガルゼッリ（アクア & サポーネ）らが後方に取り残されたため、総合差を開きたい前方集団、タイム差を付けられたく無い後方集団ともに利害関係関係無く全開で走行。人数の利を生かし後方集団が合流に成功するがこのペースアップで一気に逃げ集団とのタイム差が30秒まで接近。逃げ集団もバリーとイグナチェフがアタックするが残り5kmで吸収され集団スプリントへ。ルーベンス・ベルトリアーティ（アンドローニ・ジョカトーリ）が意表をついて早駆けすると、これに追随するのはボーナスタイムが欲しいアレクサンドル・ヴィノクロフとカデル・エヴァンス。しかし残り200mで本職のスプリンター軍団が発射されるとこの3人は追い抜かれる。最初に発射されたのは元マリア・ロッソ・パッショーネのタイラー・ファーラー（ガーミン・トランジションズ）、しかしこれを追い越したのはマシュー・ゴス（チーム・HTC - コロンビア）。そのままフィリッポ・ポッツァート（チームカチューシャ）の追撃を振り切り優勝。不調のチーム・HTC - コロンビアに1勝目をプレゼントした。ゴスにリードアウトされたはずのアンドレ・グライペルはスプリントを開始出来ずにステージ19位。47人が同タイムゴールで総合勢はこの中に大半が入ったが、残り25kmでパンクの災難にあったカルロス・サストレ（サーヴェロ・テストチーム）が1分49秒を失い総合で9分59秒差となり絶望的となった。マリア・ロッソ・パッショーネはステージ3位のタイラー・ファーラーが奪還。他3賞には動きがなかった。また新城幸也（Bbox ブイグテレコム）はサストレらの集団で無理せずゴール、体力回復に努めている。

区間成績
| 順位 | 選手名                   | 国籍             | チーム                     | 時間          |
| ---- | ------------------------ | ---------------- | -------------------------- | ------------- |
| 1    | マシュー・ゴス           | オーストラリア   | チーム・HTC - コロンビア   | 4時間08分17秒 |
| 2    | フィリッポ・ポッツァート | イタリア         | チーム・カチューシャ       | 同            |
| 3    | タイラー・ファーラー     | アメリカ合衆国   | ガーミン・トランジションズ | 同            |
| 4    | ローベルト・フェルスター | ドイツ           | チーム・ミルラム           | 同            |
| 5    | フェデリコ・カヌーティ   | イタリア         | コルナゴ-CSF・イノックス   | 同            |
| 6    | セバスティアン・イノー   | フランス         | Ag2r・ラ・モンディアル     | 同            |
| 7    | ワウテル・ウェイラント   | ベルギー         | クイックステップ           | 同            |
| 8    | グレッグ・ヘンダーソン   | ニュージーランド | チーム・スカイ             | 同            |
| 9    | ヨス・ファンエムデン     | オランダ         | ラボバンク                 | 同            |
| 10   | マルクス・アイベッガー   | オーストリア     | フットオン・セルベット     | 同            |
| 97   | 新城幸也                 | 日本             | Bbox ブイグテレコム        | +1分49秒      |

総合成績
| 順位 | 選手名                       | 国籍           | チーム                            | 時間           |
| ---- | ---------------------------- | -------------- | --------------------------------- | -------------- |
| 1    | アレクサンドル・ヴィノクロフ | カザフスタン   | アスタナ                          | 33時間09分43秒 |
| 2    | カデル・エヴァンス           | オーストラリア | BMC・レーシングチーム             | +1分12秒       |
| 3    | ヴィンチェンツォ・ニバリ     | イタリア       | リクイガス・ドイモ                | +1分33秒       |
| 4    | イヴァン・バッソ             | イタリア       | リクイガス・ドイモ                | +1分51秒       |
| 5    | マルコ・ピノッティ           | イタリア       | チーム・HTC - コロンビア          | +2分17秒       |
| 6    | リッチー・ポート             | オーストラリア | チーム・サクソバンク              | +2分26秒       |
| 7    | ウラディミール・カルペツ     | ロシア         | チーム・カチューシャ              | +2分34秒       |
| 8    | ステファノ・ガルゼッリ       | イタリア       | アクア & サポーネ                 | +2分47秒       |
| 9    | ダミアーノ・クネゴ           | イタリア       | ランプレ - ファルネーゼ・ヴィーニ | +3分08秒       |
| 10   | ミケーレ・スカルポーニ       | イタリア       | アンドローニ・ジョカットーリ      | +3分09秒       |
| 152  | 新城幸也                     | 日本           | Bbox ブイグテレコム               | +1時間09分47秒 |

ポイント賞
| 順位 | 選手名                       | 国籍           | チーム                     | ポイント |
| ---- | ---------------------------- | -------------- | -------------------------- | -------- |
| 1    | タイラー・ファーラー         | アメリカ合衆国 | ガーミン・トランジションズ | 59       |
| 2    | カデル・エヴァンス           | オーストラリア | BMC・レーシングチーム      | 52       |
| 3    | アレクサンドル・ヴィノクロフ | カザフスタン   | アスタナ                   | 47       |
| 26   | 新城幸也                     | 日本           | Bbox ブイグテレコム        | 20       |

山岳賞
| 順位 | 選手名                       | 国籍           | チーム                 | ポイント |
| ---- | ---------------------------- | -------------- | ---------------------- | -------- |
| 1    | マシュー・ロイド             | オーストラリア | オメガファーマ・ロット | 16       |
| 2    | クリス・アンカー・セレンセン | デンマーク     | チーム・サクソバンク   | 15       |
| 3    | パウル・フォス               | ドイツ         | チーム・ミルラム       | 10       |
| 14   | 新城幸也                     | 日本           | Bbox ブイグテレコム    | 3        |

新人賞
| 順位 | 選手名                 | 国籍           | チーム               | 時間           |
| ---- | ---------------------- | -------------- | -------------------- | -------------- |
| 1    | リッチー・ポート       | オーストラリア | チーム・サクソバンク | 33時間12分09秒 |
| 2    | ロベルト・キセロフスキ | クロアチア     | リクイガス・ドイモ   | +1分59秒       |
| 3    | ヴァレリオ・アニョーリ | イタリア       | リクイガス・ドイモ   | +2分52秒       |

## 第10ステージ
- 5月18日（火）アヴェッリーノ  －ビトント 230.0km [20]
- ここまで悪天候が続いていた今ジロだが、今日はやっとの晴れ間が見える。ステージは細かいアップダウンは多いがカテゴリー山岳は中間手前の91.9km地点に3級が一つ。そこからは下り基調で最後に緩い上り坂を上りながらの集団スプリントという形のフラットステージ。前々から緩い上りスプリントには自信があると話しているタイラー・ファーラー（ガーミン・トランジションズ）が本日の最有力候補だが、他のスプリンターも虎視眈々と勝利を狙う。レースは早々と最初の上り途中8km地点でシャールズ・ウェゲリュース（オメガファーマ・ロット）、ユベール・デュポン（アージェードゥーゼル）、ダリオ・カタルド（クイックステップ）の3人がエスケープに成功。ウェゲリースとカタルドは元チームメイトということもあり綺麗にローテーションが回り、また休息に当てたい総合勢がペースを無理に上げないために36km地点で最大7分50秒の差が付く。しかし後半スプリンターチームが70km/h近い速度で追い上げを開始するとみるみる差が縮まり残り16.5kmで吸収、集団スプリントへの位置取り争いへと突き進んでいく。その最中残り14kmでグレゴリー・ヘンダーソン（チームスカイ）、ワウテル・ウェイラント（クイックステップ）が落車に巻き込まれ、ヘンダーソンはTTスペシャリストを多数そろえる超速スカイトレインのアシストにより集団内に復帰できたがウェイラントは復帰できずにステージ優勝候補が一人消える。残り1kmでマッテーオ・トザット（クイックステップ）が奇襲をかけ、これに新城幸也（Bbox ブイグテレコム）が付くが、その後ろにエーススプリンターのウィリアム・ボネが付いてこれなかったために減速、後はトレイン争いで主導権を握り続けたガーミントレインからマリア・ロッソ・パッショーネに身を纏うタイラー・ファーラーが発射され危なげなく勝利。スプリンター上位9人のフィニッシュから3秒後に109人が同タイムゴール。総合勢、新人賞争いもすべてがここに入り、また山岳賞争いも3級1つと言うことで変化無し。よって本日はジャージの移動は起こらなかった。

区間成績
| 順位 | 選手名                   | 国籍             | チーム                            | 時間          |
| ---- | ------------------------ | ---------------- | --------------------------------- | ------------- |
| 1    | タイラー・ファーラー     | アメリカ合衆国   | ガーミン・トランジションズ        | 5時間49分14秒 |
| 2    | ファビオ・サバティーニ   | イタリア         | リクイガス・ドイモ                | 同            |
| 3    | ジュリアン・ディーン     | ニュージーランド | ガーミン・トランジションズ        | 同            |
| 4    | ロビー・マキュアン       | オーストラリア   | チーム・カチューシャ              | 同            |
| 5    | ローベルト・フェルスター | ドイツ           | チーム・ミルラム                  | 同            |
| 6    | セバスティアン・イノー   | フランス         | Ag2r・ラ・モンディアル            | 同            |
| 7    | アンドレ・グライペル     | ドイツ           | チーム・HTC - コロンビア          | 同            |
| 8    | ダニーロ・ホンド         | ドイツ           | ランプレ - ファルネーゼ・ヴィーニ | 同            |
| 9    | レオナルド・ドゥケ       | コロンビア       | コフィディス                      | 同            |
| 10   | マシュー・ヘイマン       | オーストラリア   | チーム・スカイ                    | +03秒         |
| 34   | 新城幸也                 | 日本             | Bbox ブイグテレコム               | +03秒         |

総合成績
| 順位 | 選手名                       | 国籍           | チーム                            | 時間           |
| ---- | ---------------------------- | -------------- | --------------------------------- | -------------- |
| 1    | アレクサンドル・ヴィノクロフ | カザフスタン   | アスタナ                          | 38時間59分00秒 |
| 2    | カデル・エヴァンス           | オーストラリア | BMC・レーシングチーム             | +1分12秒       |
| 3    | ヴィンチェンツォ・ニバリ     | イタリア       | リクイガス・ドイモ                | +1分33秒       |
| 4    | イヴァン・バッソ             | イタリア       | リクイガス・ドイモ                | +1分51秒       |
| 5    | マルコ・ピノッティ           | イタリア       | チーム・HTC - コロンビア          | +2分17秒       |
| 6    | リッチー・ポート             | オーストラリア | チーム・サクソバンク              | +2分26秒       |
| 7    | ウラディミール・カルペツ     | ロシア         | チーム・カチューシャ              | +2分34秒       |
| 8    | ステファノ・ガルゼッリ       | イタリア       | アクア & サポーネ                 | +2分47秒       |
| 9    | ダミアーノ・クネゴ           | イタリア       | ランプレ - ファルネーゼ・ヴィーニ | +3分08秒       |
| 10   | ミケーレ・スカルポーニ       | イタリア       | アンドローニ・ジョカットーリ      | +3分09秒       |
| 145  | 新城幸也                     | 日本           | Bbox ブイグテレコム               | +1時間09分47秒 |

ポイント賞
| 順位 | 選手名               | 国籍           | チーム                     | ポイント |
| ---- | -------------------- | -------------- | -------------------------- | -------- |
| 1    | タイラー・ファーラー | アメリカ合衆国 | ガーミン・トランジションズ | 84       |
| 2    | カデル・エヴァンス   | オーストラリア | BMC・レーシングチーム      | 52       |
| 3    | マシュー・ゴス       | オーストラリア | チーム・HTC - コロンビア   | 47       |
| 31   | 新城幸也             | 日本           | Bbox ブイグテレコム        | 20       |

山岳賞
| 順位 | 選手名                       | 国籍           | チーム                 | ポイント |
| ---- | ---------------------------- | -------------- | ---------------------- | -------- |
| 1    | マシュー・ロイド             | オーストラリア | オメガファーマ・ロット | 16       |
| 2    | クリス・アンカー・セレンセン | デンマーク     | チーム・サクソバンク   | 15       |
| 3    | パウル・フォス               | ドイツ         | チーム・ミルラム       | 10       |
| 15   | 新城幸也                     | 日本           | Bbox ブイグテレコム    | 3        |

新人賞
| 順位 | 選手名                 | 国籍           | チーム               | 時間           |
| ---- | ---------------------- | -------------- | -------------------- | -------------- |
| 1    | リッチー・ポート       | オーストラリア | チーム・サクソバンク | 39時間01分26秒 |
| 2    | ロベルト・キセロフスキ | クロアチア     | リクイガス・ドイモ   | +1分59秒       |
| 3    | ヴァレリオ・アニョーリ | イタリア       | リクイガス・ドイモ   | +2分52秒       |

## 第11ステージ
- 5月19日（水）ルチェーラ  －ラクイラ 262.0km [21]

264kmとステージレース特例を用いた今ジロ最長ステージ。ステージ自体もアルデンヌクラシック調のアップダウンの連続、1級山岳1つ、2級山岳2つがセットされ補給ポイントも2回、ゴール前には最大11%の坂が用意されると完全にクラシックレースのそれ。余りにもグランツールらしくないステージは寒さと雨の中182人がスタート。逃げグループは37km地点で出来上がるが、その内容が異常な内容。アタックの連続で主催者側も混乱、レース無線に誰が逃げ出したのか報告されない状況が続き、気付けば2分26秒遅れ、総合9位、新人賞トップのリッチー・ポート（チーム・サクソバンク）を筆頭になんと56人がエスケープに成功。ケス・デパーニュも総合11位のダビ・アローヨを筆頭に8人中5人が脱出、他にもリクイガス・ドイモもロベルト・キセロフスキー、ヴァレリオ・アニョーリなど9人中4人を送り込む。全チームから最低1名をエスケープ集団に送り込んだ各チームは追走をマリア・ローザ所持者アレクサンドル・ヴィノクロフを擁するアスタナに一任。しかしそのアスタナもこの日だけで3人がリタイア、1人が既にリタイア、逃げに2人を送り込みアシスト2名+ヴィノクロフという状況で人材事情がピンチに、後々エスケープした2人を呼び戻すが既に16分43秒という大逃げ、さらにはヴァーチャルリーダーがリッチー・ポートに移動しているのにもかかわらず全然差は縮まって行かない。これには危機を感じBMC・レーシングやリクイガス・ドイモも少しはローテーションに加わるが、最後の山岳ポイントを終え逃げ30人、メイン40人と縮小され、前方では体力を気にしない逃げ集団、後方はこの後をにらみ体力を温存したいエースとなり、アシストを使い果たしエースが引くしか無くなった状況ではペースは全く上がらない。前方では絶好の優勝チャンスとなりワンデーレースさながらのアタック合戦に。最終的にリーナス・ゲルデマン（チームミルラム）がトップで最後の坂にたどり着くが11%という斜度の前に失速、これを残り600mで交わしたエフゲニー・ペトロフ（チームカチューシャ）がトップでゴール。昨日まで総合争いをしていたメイン集団は憔悴した表情で12分42秒遅れてゴール、結果昨日までの総合争いは完全にシャッフル。マリア・ローザは前方集団で13位+21秒でゴールできたリッチー・ポートが、昨日までのリーダーヴィノクロフに対して9分58秒の差をつけ獲得。当然マリア・ビアンカも獲得。他2賞に付いてはそれぞれキープには成功。しかし46分31秒遅れの最終グルペットでゴールしたタイラー・ファーラー（ガーミン・トランジションズ）や新城幸也（Bbox ブイグテレコム）が本来タイムアウトだが、41人という人数とステージ自体の特異性から特例が認められ、スプリントポイント-25点のペナルティを受けたが完走扱いになった。そのため選手によってはスプリントポイントがマイナスとなっている。厳しすぎるステージの前にアダム・ブライス（オメガファーマ・ロット）、アレクサンドル・ディアチェンコ、エンリコ・ガスパロット、バレンティン・イグリンスキー（アスタナ）、アダム・ハンセン（チーム・HTC - コロンビア）、アルベルト・ロッド（アンドローニ・ジョカトーリ）、ジェフリー・ラウダー、マウロ・サンタンブロジオ（BMC・レーシングチーム）、ルネ・マンドリ（Ag2r・ラ・モンティアル）、マルティン・ペデルセン（フットオン・セルヴェット）、トーマス・ローレッガー（チームミルラム）の11人が屈し、生き残ったのは171人となってしまった。特にアスタナとBMC・レーシングチームは残りが5人となってしまい、ヴィノクロフ、エヴァンスの両エースは後8日間（アシストが使えないTTが2日存在）を4人のアシストでやりくりしなければならない上に今日の大差が重い荷物に。逆に昨日で9分59秒遅れたカルロス・サストレ（サーヴェロ・テストチーム）が7分9秒遅れの8位へと復帰。ジロ史上に残る大事件の前に優勝争いは全く分からなくなってしまった。
区間成績
| 順位 | 選手名                       | 国籍     | チーム                   | 時間          |
| ---- | ---------------------------- | -------- | ------------------------ | ------------- |
| 1    | エフゲニー・ペトロフ         | ロシア   | チーム・カチューシャ     | 6時間28分29秒 |
| 2    | ダリオ・カタルド             | イタリア | クイックステップ         | +05秒         |
| 3    | カルロス・サストレ           | スペイン | サーヴェロ・テストチーム | 同            |
| 4    | ブラッドリー・ウィギンス     | イギリス | チームスカイ             | +07秒         |
| 5    | アレクサンドル・エフィムキン | ロシア   | Ag2r・ラ・モンディアル   | 同            |
| 6    | リーヌス・ゲルデマン         | ドイツ   | チーム・ミルラム         | 同            |
| 7    | ジェローム・ピノー           | フランス | クイックステップ         | 同            |
| 8    | ダビ・アロヨ                 | スペイン | ケス・デパーニュ         | 同            |
| 9    | シャビエル・トンド           | スペイン | サーヴェロ・テストチーム | 同            |
| 10   | ヤン・バケラントス           | ベルギー | オメガファーマ・ロット   | 同            |
| 155  | 新城幸也                     | 日本     | Bbox ブイグテレコム      | +46分31秒     |

総合成績
| 順位 | 選手名                       | 国籍           | チーム                   | 時間           |
| ---- | ---------------------------- | -------------- | ------------------------ | -------------- |
| 1    | リッチー・ポート             | オーストラリア | チーム・サクソバンク     | 45時間30分16秒 |
| 2    | ダビ・アロヨ                 | スペイン       | ケス・デパーニュ         | +1分42秒       |
| 3    | ロベルト・キセルロウスキ     | クロアチア     | リクイガス・ドイモ       | +1分56秒       |
| 4    | シャビエル・トンド           | スペイン       | サーヴェロ・テストチーム | +3分54秒       |
| 5    | ヴァレリオ・アニョーリ       | イタリア       | リクイガス・ドイモ       | +4分41秒       |
| 6    | アレクサンドル・エフィムキン | ロシア         | Ag2r・ラ・モンディアル   | +5分16秒       |
| 7    | リーヌス・ゲルデマン         | ドイツ         | チーム・ミルラム         | +5分34秒       |
| 8    | カルロス・サストレ           | スペイン       | サーヴェロ・テストチーム | +7分09秒       |
| 9    | ローラン・ディディエ         | ルクセンブルク | チーム・サクソバンク     | +7分24秒       |
| 10   | ブラッドリー・ウィギンス     | イギリス       | チーム・スカイ           | +8分14秒       |
| 148  | 新城幸也                     | 日本           | Bbox ブイグテレコム      | +1時間53分31秒 |

ポイント賞
| 順位 | 選手名               | 国籍           | チーム                     | ポイント |
| ---- | -------------------- | -------------- | -------------------------- | -------- |
| 1    | タイラー・ファーラー | アメリカ合衆国 | ガーミン・トランジションズ | 59       |
| 2    | カデル・エヴァンス   | オーストラリア | BMC・レーシングチーム      | 52       |
| 3    | ジェローム・ピノー   | フランス       | クイックステップ           | 48       |
| 80   | 新城幸也             | 日本           | Bbox ブイグテレコム        | -5       |

山岳賞
| 順位 | 選手名                       | 国籍           | チーム                   | ポイント |
| ---- | ---------------------------- | -------------- | ------------------------ | -------- |
| 1    | マシュー・ロイド             | オーストラリア | オメガファーマ・ロット   | 29       |
| 2    | シャビエル・トンド           | スペイン       | サーヴェロ・テストチーム | 16       |
| 3    | クリス・アンカー・セレンセン | デンマーク     | チーム・サクソバンク     | 15       |
| 16   | 新城幸也                     | 日本           | Bbox ブイグテレコム      | 3        |

新人賞
| 順位 | 選手名                 | 国籍           | チーム               | 時間           |
| ---- | ---------------------- | -------------- | -------------------- | -------------- |
| 1    | リッチー・ポート       | オーストラリア | チーム・サクソバンク | 45時間30分16秒 |
| 2    | ロベルト・キセロフスキ | クロアチア     | リクイガス・ドイモ   | +1分56秒       |
| 3    | ヴァレリオ・アニョーリ | イタリア       | リクイガス・ドイモ   | +4分41秒       |